# Shigeru Ohmori
Shigeru Ohmori (大森茂 Ōmori Shigeru), es un diseñador de videojuegos, conocido principalmente por su participación en el desarrollo de varios videojuegos de la saga Pokémon, forma parte del equipo de veteranos de Game Freak. Fue el encargado de dirigir al equipo de diseñadores de Pokémon Diamante y Perla, quién ideó el dispositivo Pokewalker para Pokémon HeartGold y Pokémon SoulSilver y el director de juegos principales de la franquicia como Pokémon Rubí Omega y Pokémon Zafiro Alfa o Pokémon Sol y Luna.

## Carrera
Comenzó a dar pasos en el mundo de los videojuegos participando en la planificación de un juego de acción y puzles para PlayStation, en 2001. El juego se llamaba Yakiniku Bugyou. Poco después, Ohmori comenzó a trabajar como novato en Game Freak desde el final del desarrollo de Pokémon Oro y Plata, comenzó a trabajar como diseñador de juego y mapa en Pokémon Rubí y Zafiro, en 2002. Desde entonces, Ohmori comenzó a ser un compañero cercano de Junichi Masuda y Satoshi Tajiri, creadores de la saga.
Continuó mejorando y formándose en la empresa, participando también en videojuegos para Game Cube de Pokémon. Continuó trabajando planificando, aportando ideas y diseñando en Pokémon rojo fuego y verde hoja. Participó en Pokémon Ranger, trabajando junto a The Pokémon Company en el primer Pokémon de Nintendo DS para conocer mejor la nueva consola de Nintendo. Fue subiendo escalones en la empresa, lo que hizo que le dejasen participar en la trama de Pokémon Diamond y Pokémon Pearl y a partir de ahí, comenzó a verse mucho más envuelto en los futuros juegos. En Pokémon HeartGold y Pokémon SoulSilver Ohmori tuvo una idea que impresionó a los directivos de Game Freak, ideó el Pokéwalker, dispositivo adjunto al nuevo adaptación de la franquicia en el que podías transferir a tu Pokémon del juego para poder andar con él y llevártelo a cualquier parte.
Empezó a ser líder del proyecto en Pokémon ediciones negra y blanca, diseñando funciones especiales de los juegos y mapeado. Con la llegada de Nintendo 3DS al mercado, Game Freak empezó a buscar a alguien que pudiese aportar cierto frescor a la saga, pero que a la vez la conociese perfectamente. Colaboró así en el proyecto Harmo Knight probando las capacidades de la nueva consola de Nintendo y acabó participando en Pokémon X e Y dirigiendo el diseño de nuevas criaturas. En 2014, Masuda le eligió como director de su primer videojuego propio, el adaptación de los primeros juegos en los que trabajó, Pokémon Rubí Omega y Pokémon Zafiro Alfa, para ponerlo a prueba, saliendo exitoso del proyecto y participando por primera vez junto a Masuda en la promoción de este, para finalmente poder dirigir su propio inicio generacional, un juego completamente nuevo de la franquicia, Pokémon Sol y Luna. A partir de este juego, Junichi Masuda pasó el relevó a Ohmori para ayudarle a dirigir juegos de la saga. Ohmori participó también en la producción de Pokémon Ultrasol y Ultraluna.
Actualmente es un amigo cercano de Junichi Masuda, al que suele acompañar durante la promoción de los nuevos juegos de la saga, y también mantiene una gran amistad con otros grandes nombres en la saga como Ken Sugimori o Satoshi Tajiri.

## Trabajos
- Yakiniku Bugyō (2001) - Planificación
- Pokémon Rubí y Zafiro (2002) - Diseño de mapeado, diseño del juego
- Pokémon Box: Rubí y Zafiro (2003) - Planificación
- Pokémon rojo fuego y verde hoja (2004) - Diseño de mapeado, diseño del juego
- Pokémon Esmeralda (2004) - Diseño de mapeado, diseño del juego
- Drill Dozer (2005) - Diseñador de juego, contenido adicional
- Pokémon Ranger (2006) - Supervisor del diseño de juego
- Pokémon Diamante y Perla (2006) - Líder del diseño del juego, trama y diseño del mapeado
- Pokémon Platino (2008) - Líder del diseño del juego, trama y diseño del mapeado
- Pokémon Oro HeartGold y Plata SoulSilver (2009) - Diseño del juego y Pokéwalker
- Pokémon Blanco y Negro (2010) - Líder del diseño de elementos especiales, radar, diseño del mapeado
- Pokémon Blanco y Negro 2 (2012) - Diseño de juego (Blanco y Negro)
- HarmoKnight (2012) - Diseño de juego
- Pokémon X e Y (2013) - Director de planificación, coordinador de diseño de nuevas criaturas
- Pokémon Rubí Omega y Pokémon Zafiro Alfa (2014) - Director, Concepto y trama
- Pokémon Sol y Luna (2016) - Director, Director de planificación
- Pokémon Ultrasol y Ultraluna (2017) - Productor
- Pokémon espada y escudo (2019) - Director